# Cincinnati Automobile Company
Cincinnati Automobile Company war ein US-amerikanischer Hersteller von Automobilen.

## Unternehmensgeschichte
Emmet P. Gray gründete 1903 das Unternehmen in Cincinnati in Ohio und begann mit der Produktion von Automobilen. Der Markenname lautete Cincinnati, evtl. mit dem Zusatz Steamer. 1903 endete die Produktion. Es ist nicht bekannt, wie viele Fahrzeuge entstanden.

## Fahrzeuge
Das einzige Modell war ein Dampfwagen. Der Dampfmotor hatte einen Zylinder und leistete 10 PS. Er war unter dem Sitz montiert und trieb über eine Kette die Hinterachse an. Gelenkt wurde mit einem Lenkhebel. Die Fahrzeuge hatten einen längeren Radstand und einen niedrigeren Aufbau als viele Konkurrenzmodelle.